# Пјан дел Трољио (Кунео)
Пјан дел Трољио је насеље у Италији у округу Кунео, региону Пијемонт.
Према процени из 2011. у насељу је живело 25 становника. Насеље се налази на надморској висини од 284 м.